# Hanno Selg
Hanno Selg (in russo Ханно Антонович Сельг?, Channo Antonovič Sel'g; Tartu, 31 maggio 1932 – Tartu, 2 ottobre 2019) è stato un pentatleta sovietico.

## Palmarès
In carriera ha conseguito i seguenti risultati:
- Giochi olimpici:

Roma 1960: argento nel pentathlon moderno a squadre.